# Lake Taharoa (Waikato)
Der Lake Taharoa ist ein See in der Region Waikato auf der Nordinsel von Neuseeland.

## Geographie
Der Lake Taharoa befindet sich an der Westküste des Waitomo District, rund 3,3 km südwestlich des Kawhia Harbour. Der See, der sich über eine Länge von rund 3,0 km in Südwest-Nordost-Richtung erstreckt, besitzt eine Flächenausdehnung von rund 2,16 km². An seiner breitesten Stelle misst der See rund 1,2 km in Nordwest-Südost-Richtung. Die maximale Tiefe des Sees beträgt 9,2 m und sein pH-Wert 7,96
Der Lake Taharoa wird von verschiedenen kurzen und längeren Streams gespeist und besitzt über den rund 2,6 km langen Wainui Stream seinen Abfluss an der westlichen Seite zur Tasmansee. Westlich und südwestlich befinden sich die 230 m bzw. nur wenige Meter entfernt liegenden Seen Lake Numiti und Lake Rotoroa.